# Pascal Touron
Pour les articles homonymes, voir Touron (homonymie).
Pascal Touron est un rameur français né le 22 mai 1973 à Arcachon. Sa spécialité dans l'aviron est le deux de couple poids léger.

## Palmarès

### Championnat de France:
- 1998 
  - Champion de France en deux de couple poids léger avec Fréderic Nion
  - Champion de France en skiff poids légers
- 1999
  - Champion de France en skiff poids légers
- 2000
  - Champion de France en skiff poids légers
  - Champion de France en double poids léger avec Sébastien Tant
- 2002
  - Champion de France en deux sans barreur avec
- 2004 
  - Champion de France en 4 de couple avec I. Yanakiev - J. Bertheloot - F. Loorius

### Jeux olympiques
- 2000 à Sydney,  Australie
  -  Médaille de bronze en deux de couple poids légers, avec Thibaud Chapelle, en 6 min 24,85 s
- 2004 à Athènes,  Grèce
  -  Médaille d'argent en deux de couple poids légers, avec Frédéric Dufour, en 6 min 21,46 s

### Championnats du monde
- 1994
  - 6e en quatre de couple poids légers
- 1995
  - 8e en deux de couple poids légers
- 1996 à Motherwell,  Écosse
  -  Médaille de bronze en quatre de couple poids légers
- 1997
  - 9e en deux de couple poids légers
- 1998
  - 6e en deux de couple poids légers
- 1999
  - 5e en deux de couple poids légers
- 2001 à Lucerne,  Suisse
  -  Médaille d'or en huit poids légers

## Distinctions
- Officier de l'ordre national du Mérite (décret du 24 septembre 2004)